# Trachelobdella leptocephali
Trachelobdella leptocephali is een ringworm uit de familie van de Piscicolidae. De wetenschappelijke naam van de soort is voor het eerst geldig gepubliceerd in 1957 door Ingram.